# 凯莉·怀特
凯莉·怀特（英語：Kellie White，1991年7月15日—），生于新南威尔士州，澳大利亚女子曲棍球运动员。她曾代表澳大利亚国家队参加2014年英联邦运动会曲棍球比赛，获得一枚金牌。